# Шадманов, Юсупджан
Юсупджан Шадманов — советский хозяйственный, государственный и политический деятель.

## Биография
Родился в 1912 году в кишлаке Муян. Член КПСС.
С 1930 года — на хозяйственной, общественной и политической работе. В 1930—1950 гг. — хозяйственный и партийный работник в Андижанской области Узбекской ССР, участник Великой Отечественной войны, политработник в 1237-м стрелковом полку 373-й стрелковой дивизии Калининского Фронта, 37-го стрелкового полка 373-й стрелковой дивизии, председатель Андижанского облаисполкома.
Избирался депутатом Верховного Совета Узбекской ССР 2-го созыва.
Умер до 1985 года.